# Xenotrichula punctata
Xenotrichula punctata är en djurart som tillhör fylumet bukhårsdjur, och som beskrevs av Wilke 1954. Xenotrichula punctata ingår i släktet Xenotrichula och familjen Xenotrichulidae. Arten är reproducerande i Sverige. Inga underarter finns listade i Catalogue of Life.